# یواس‌اس براینت (دی‌دی-۶۶۵)
یواس‌اس براینت (دی‌دی-۶۶۵) (به انگلیسی: USS Bryant (DD-665)) یک کشتی بود که طول آن ۱۱۴٫۷ متر (۳۷۶ فوت) بود. این کشتی در سال ۱۹۴۳ ساخته شد.